# Mongton
Mongton är en kommun i Myanmar.   Den ligger i regionen Shanstaten, i den centrala delen av landet, 290 km öster om huvudstaden Naypyidaw. Antalet invånare är 49 143.